# 木下博
木下 博（きのした ひろし、1932年（昭和7年）8月20日 - ）は、日本の政治家。元埼玉県入間市長（5期）。

## 概要
1951年3月埼玉県立豊岡実業高等学校（現埼玉県立豊岡高等学校）卒業。小林駿介東京農工大学名誉教授は同級生。同4月、豊岡町役場に就職。1956年、豊岡町の武蔵町への移行に伴い、武蔵町役場職員。1966年、武蔵町の市制移行により入間市職員。入間市企画部長や助役を務める。
1992年、水村仁平入間市長の引退に伴い、水村から後継指名を受け、自民・社会・公明・民社の与野党及び連合埼玉の推薦で入間市長選挙に出馬し、初当選を果たした。1996年の市長選でも自民・新進・社民・連合埼玉の推薦を受け、与野党の枠を超えた事実上のオール与党体制の下、再選。2000年の市長選では、木下の他に立候補者がなかったため、無投票で3選を果たした（自民・公明・連合埼玉推薦）。
2004年の市長選では、日本共産党の推薦を受けた無所属の石田芳夫（元入間市議会議員）をダブルスコアの大差で破り、4選。なお、当時の入間市は平成の大合併の流れを受け、狭山市・入間市合併協議会（会長：木下博入間市長）が設置され、狭山・入間2市の合併が協議されていた。合併は2006年1月1日が予定されており（新市名は「狭山市」）、木下は既に70歳を超えていたため当初は不出馬、引退の意向であったが、仮に木下が出馬せずに新しい入間市長が誕生した場合、合併により新市長は約1年で自動的に失職し、新・狭山市の市長選があらためて行われる予定になっていたため、合併までの期間は引き続き自身が市長を務め、狭山・入間市の合併を見届けた上で市長を退任し、合併後の新・狭山市の市長選には出馬しない意向を示した上で、4選を目指して立候補し、当選した（なお対立候補の石田は合併そのものに反対であった）。しかし、2005年1月に行われた入間市民が対象のアンケートでは、合併反対が賛成を上回り、また狭山市が実施した住民投票でも合併反対が賛成を上回ったため、合併そのものが白紙撤回され、狭山市・入間市合併協議会は解散した。
2008年、入間市長選に5選を目指し、自民・公明両党の推薦を受けて出馬。民主党が推薦する入間市議会議員の塩屋和雄、共産党推薦で前回の市長選で木下に敗れた石田芳夫も出馬したが、木下が2位の塩屋に対し、約1万票の大差をつけて圧勝した。
2012年6月、入間市議会において10月の入間市長選に出馬しない意向を表明。同年7月、木下市長の下で入間市副市長を務めた吉田竹雄が、木下市政の継承を掲げて出馬を表明し、木下が選挙対策本部の総括責任者に就任。一方で、自由民主党に所属する埼玉県議会議員（入間市選出）の田中龍夫も自民党の推薦を受けて出馬を表明し、保守が分裂する選挙になった。また、元民主党所属の入間市議・野口哲次も出馬を表明したが、共産党は独自候補の擁立を断念した。市長選では木下をはじめ、入間市選出のもう1人の埼玉県議会議員である斉藤正明や五十嵐文彦衆議院議員らも吉田の支援に回ったが、田中が吉田を約1万票差で破り、当選を果たした。同年11月、任期満了により入間市長を退任した。
入間市長在職中は西武池袋線入間市駅・武蔵藤沢駅前整備事業・再開発整備事業や狭山台工業団地造成事業、彩の森入間公園や入間市博物館の開設等、入間市のインフラ整備に尽力。また財政健全化にも取り組み、2005年～2009年度は入間市は地方交付税交付金不交付団体であった。
市長退任後は行政政策勉強会『遊星塾』を主宰、塾長。2013年11月、秋の叙勲で旭日中綬章を受章。

## 役職
- 狭山地方防犯協会長
- 埼玉県立豊岡高等学校同窓会長